# Krim Krim
Krim_Krim  è un comune del Ciad situato nel dipartimento di Guéni, provincia del Logone Occidentale.
È il capoluogo del dipartimento.